# 벨빌시청

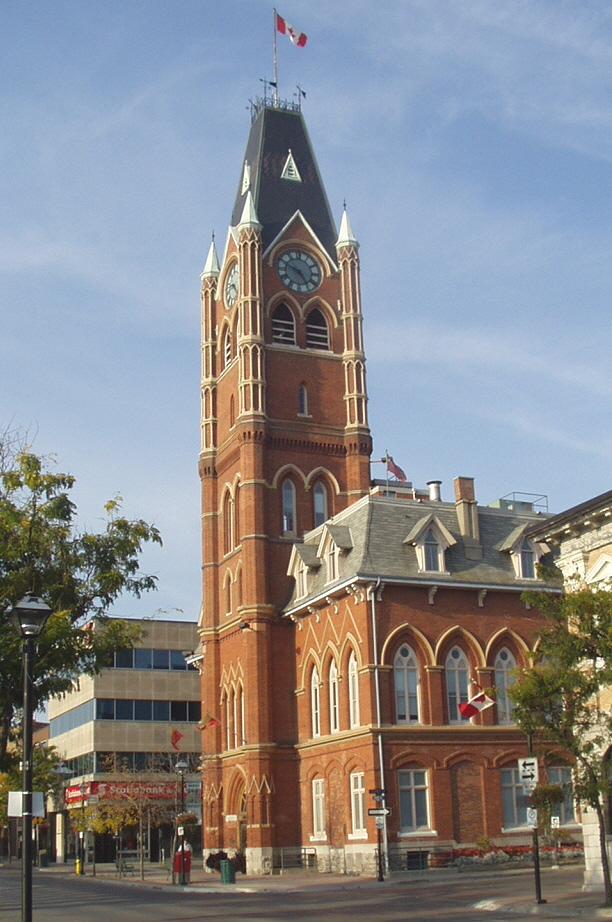
벨빌시청

벨빌시청(Belleville City Hall)은 벨빌시의회가 있는 곳으로, 온타리오주 벨빌 시에 위치해있다. 벨빌시청 옆으로는 모이라강(Moira River)이 흐른다.

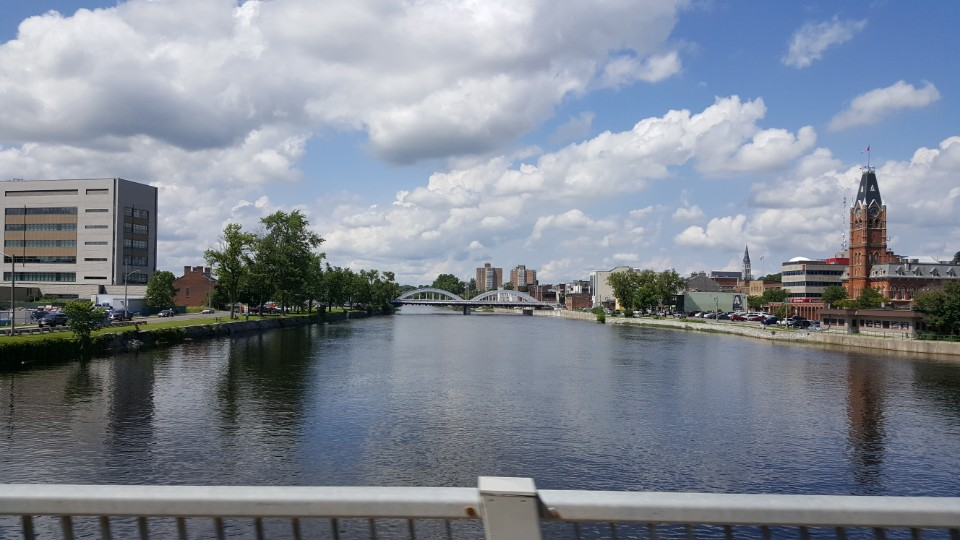
벨빌시청 옆으로 모이라강이 흐른다.

## 같이 보기
- 벨빌시

## 웹사이트
- 벨빌시청 웹사이트